# Vaikuntha

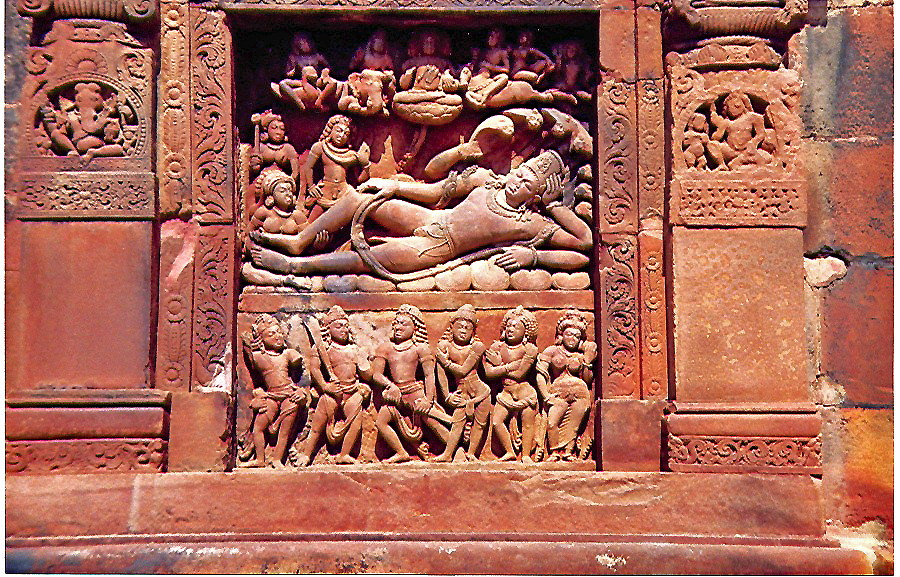
Vishnu-Narayana ausgestreckt auf der kissenförmig gewundenen Weltenschlange Shesha ruhend, zusammen mit Lakshmi und anderen Begleitfiguren am Dashavatara-Tempel in Deogarh, Uttar Pradesh (um 500 n. Chr.)

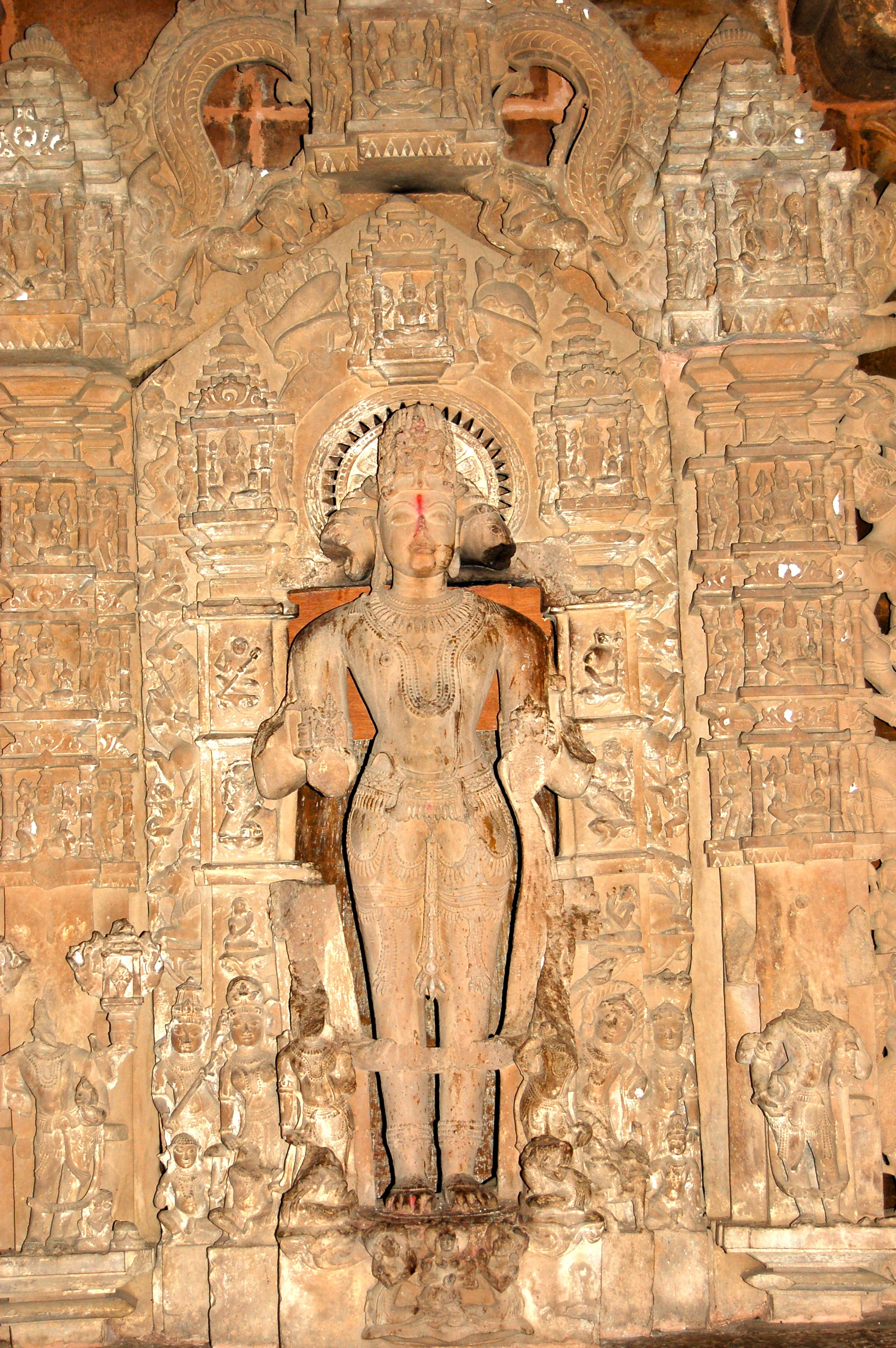
Dreiköpfige Vaikuntha-Statue in der Cella (garbhagriha) des Lakshmana-Tempels im Tempelbezirk von Khajuraho (um 950 n. Chr.)

Vaikuntha (Sanskrit वैकुण्ठ Vaikuṇṭha m.) ist im Hinduismus der göttliche Wohnort von Narayana /Vishnu. Es bezeichnet den Ort, wo er auf der Schlange Adishesha ruhend zusammen mit seiner Gemahlin, der göttlichen Mutter Lakshmi wohnt. Manchmal wird der Ort auch vaibhra genannt. Von diesem Ort ewiger Wonne (Paradies) tritt er als Avatar auf die Erde nieder, während er dort gleichzeitig in seiner höchsten Form weiterhin gegenwärtig bleibt. 
Bekannte Avatare von Vishnu sind Krishna, Rama und Narasimha, die jeweils in verschiedenen Epochen erscheinen, um das kosmische Gleichgewicht wiederherzustellen. In dieser Hinsicht ist Vaikuntha der Ursprungspunkt von Vishnus göttlicher Manifestation auf der Erde.

## Etymologie
Der Name Vaikuntha ist wahrscheinlich von den Sanskritwörtern vi und kuntha herzuleiten und bedeutet in etwa 'ohne Bruch' im Sinne von ganzheitlich oder vollkommen.

## Darstellung
Die häufigste Darstellung Vaikunthas ist die des auf der Weltenschlange Ananta oder Shesha ruhenden – meditierenden oder träumenden – Gottes Vishnu-Narayana (vgl. Dashavatara-Tempel).
Im Innern des Sanktums des Lakshmana-Tempels im Tempelbezirk von Khajuraho findet sich die Figur eines stehenden, dreiköpfigen Vishnu, die sowohl aufgrund ihrer Ikonographie als auch aufgrund einer – während der Ausgrabungs- und Restaurierungsarbeiten im 19. Jahrhundert – gefundenen Inschrifttafel als 'Vaikuntha' identifiziert wird. Eine derartige Darstellungsweise ist jedoch äußerst selten und stammt ursprünglich wahrscheinlich aus Kaschmir.

## Bedeutung
Vaikuntha ist für viele Anhänger Vishnus (vaishnavas) Ziel und Ort nach Erreichung der Erlösung (moksha), d. h. nach der Befreiung aus dem endlosen Kreislauf der Wiedergeburten (samsara). Dieser Ort – in etwa gleichzusetzen mit dem Paradies – liegt an den Hängen des Weltenberges Meru und besteht nur aus Gold und kostbaren Edelsteinen; der Fluss Ganga (Ganges) fließt mitten durch ihn hindurch.